# Arbejdsgruppe
 Der er for få eller ingen kildehenvisninger i denne artikel, hvilket er et problem. Du kan hjælpe ved at angive troværdige kilder til de påstande, som fremføres i artiklen.

En arbejdsgruppe er en ekspertorienteret arbejdsmetode, der arbejder med et projekt beskrevet ud fra et givet kommissorium. En arbejdsgruppe består af eksperter, der vurderer og arbejder på et givet emne. Sammensætningen af en arbejdsgruppe er ofte tværfagligt således, at de sagkyndige har forskellig tilgang til emnet.
| Erhverv og erhvervsliv | Spire Denne artikel om erhverv, erhvervsliv og arbejdsmarked er en spire som bør udbygges. Du er velkommen til at hjælpe Wikipedia ved at udvide den. |